# Rhagophthalmus neoobscurus
Rhagophthalmus neoobscurus är en skalbaggsart som beskrevs av Wittmer och Hideaki Ohba 1994. Rhagophthalmus neoobscurus ingår i släktet Rhagophthalmus och familjen Rhagophthalmidae. Inga underarter finns listade i Catalogue of Life.